# Matelea grandifolia
Matelea grandifolia är en oleanderväxtart som först beskrevs av Henry Hurd Rusby, och fick sitt nu gällande namn av G. Morillo. Matelea grandifolia ingår i släktet Matelea och familjen oleanderväxter. Inga underarter finns listade i Catalogue of Life.